# Szalagos keresztcsőrű
A szalagos keresztcsőrű vagy fehérszárnyú keresztcsőrű (Loxia leucoptera) a madarak osztályának verébalakúak (Passeriformes) rendjébe és a pintyfélék (Fringillidae) családjába tartozó faj.

## Előfordulása
Európa, Ázsia és Észak-Amerika északi területein honos. cirbolya- és vörösfenyvesek  lakója. Állandó, de télen kóborol

## Megjelenése
Hossza 15 centiméter, szárnyfesztávolsága 26–29 centiméter, testtömege pedig 25–34 gramm. A hím tollazata téglavörös, háta és szárnyai feketék, két fehér szárnyfolttal. A tojó barnássárga. Nevét jellegzetesen keresztbe álló csőréről kapta, ami az étkezésében játszik szerepet.
|  |  |

## Életmódja
A fákon keresgéli vörösfenyő, lucfenyő magvaiból és a berkenye-, vagy nyírfa terméseiből álló táplálékát. Specializálódott csőrével szétfeszíti a tobozokat és nyelvével kiszemezgeti a magokat. Télen csapatba verődik.

## Szaporodása

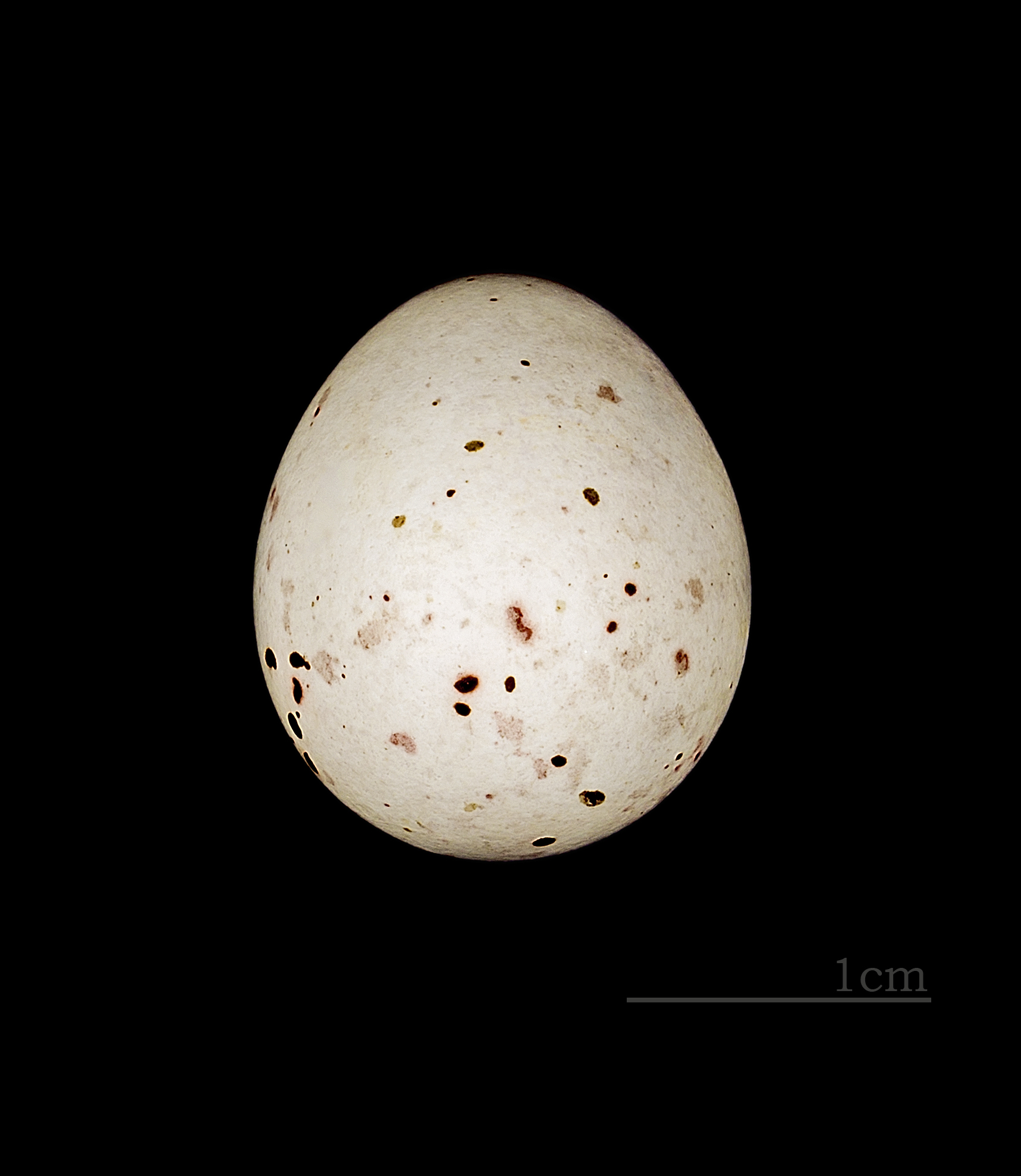
Loxia leucoptera

Csésze alakú fészkét fára építi, gallyakból és fűszálakból. Fészekalja 3-5 tojásból áll, melyen  14-15 napig kotlik. A szülők a fiókákat addig táplálják, míg a csőrük nem erősödik meg annyira, hogy a toboz pikkelyeit önállóan is szét tudják nyitni.

## Kárpát-medencei előfordulása
Magyarországon ritka kóborló

## Védettség
A Természetvédelmi Világszövetség értékelése szerint jó kilátásokkal rendelkezik. Az európai állomány stabilnak mondható, Magyarországon védettséget élvez, természetvédelmi értéke 25 000 forint.